# Team USA
Team USA är ett amerikanskt juniorishockeylag som spelar i United States Hockey League (USHL). Laget ägs av det amerikanska nationella ishockeyförbundet USA Hockey och ingår i deras ungdomsprogram USA Hockey National Team Development Program (NTDP).
Programmet startades 1996 i Ann Arbor i Michigan och Team USA började året därpå spela i North American Hockey League (NAHL). Mellan 1998 och 2000 var de dock medlemmar i USHL. År 2000 återgick de igen till att spela i NAHL. År 2009 meddelade USHL och USA Hockey att Team USA skulle åter bli permanenta medlemmar, dock den här gången för att stanna i ligan. I november 2014 ville USA Hockey förvärva inomhusarenan Compuware Arena i Plymouth Township i Michigan från Carolina Hurricanes dåvarande majoritetsägare Peter Karmanos, Jr., som ägde också arenans hyresgäst Plymouth Whalers i Ontario Hockey League (OHL). I januari 2015 sålde Karmanos, Jr. Whalers till en ägargrupp som flyttade Whalers till Flint i syfte att vara Flint Firebirds. Under sommaren meddelade USA Hockey att ungdomsprogrammet och laget skulle flyttas från Ann Arbor till Plymouth och använda den nya arenan som sin bas. Den fick namnet USA Hockey Arena.
Team USA är egentligen två lag, ett för upp till 17 år och ett för upp till 18 år. Grundserien för USHL består av 60 matcher per säsong, U17-laget spelar 35 av dessa medan U18-laget spelar de övriga 25 matcher. De är också det enda laget i USHL som inte har möjlighet att genomföra några spelarövergångar överhuvudtaget på grund av att laget i sig äger inte spelarna, utan dessa är kontrakterade av själva ishockeyförbundet på två år. Huvudsyftet med Team USA och NTDP är egentligen inte att vinna utan att alla spelare ska få möjligheten att utvecklas, i förmån att kunna bidra till det amerikanska ishockeylandslaget i framtiden när de är professionella ishockeyspelare.
Team USA har inte vunnit någon av Anderson Cup, som delas ut till det lag som vinner USHL:s grundserie, och Clark Cup, som delas ut till det lag som vinner USHL:s slutspel.
De har fostrat fler än 345 spelare sen programmet startades och där bland andra Patrick Kane, Phil Kessel, Auston Matthews, Jack Eichel, Seth Jones, Johnny Gaudreau, Jonathan Quick, Zach Werenski, Ryan Kesler, James van Riemsdyk, Cam Fowler, Justin Faulk och Jacob Trouba har tagit sig ända upp till startplatser hos lagen i den nordamerikanska proffsligan National Hockey League (NHL).